# البطولة الوطنية المجرية 1951
البطولة الوطنية المجرية 1951 (بالمجرية: 1951-es magyar labdarúgó-bajnokság)‏ هو الموسم 49 من البطولة الوطنية المجرية. أشرف على تنظيمه اتحاد المجر لكرة القدم، وكان عدد الأندية المشاركة فيه 14، وفاز فيه نادي بودابست.